# Vinko Coce
Vinko Coce, znan tudi pod vzdevkom »Trogirski slavček«, hrvaški pevec, * 22. december 1954, Trogir, Hrvaška, † 27. oktober 2013, Split, Hrvaška.

## Mladost
Vinko Coce je izhajal iz ene najstarejših družin s čiovske strani Trogirja. Po zgodovinskih virih, naj bi njegovi predniki živeli v Trogirju že od 16. stoletja dalje.
Na Coceja je že od rane mladosti vplivala bližina Trogirja in le-ta ga je usmerjala v glasbo z mediteranskim pridihom. Njegov glasbeni talent je bil opažen že v osnovni šoli. Pri 13 letih se je pod mentorstvom Marinka Lukasa naučil igrati klarinet, s 15 leti pa je kot tenorist začel peti v kvintetu Mali kanti, ki je izvajal glasbene oblike iz 15. in 16. stoletja.

## Klapa Trogir
Po zaključeni obrtni šoli se je Coce zaposlil v trogirski ladjedelnici. Njegov talent za glasbo je postal vedno bolj opažen in leta 1972 je začel sodelovati s klapo Trogir, katere član je ostal vse do svoje samostojne kariere. V klapi je začel peti kot prvi tenor, pozneje pa je postal tenorist-solist. Za časa delovanja v klapi Trogir, je Coce sodeloval z različnimi glasbenimi pedagogi in glasbeniki, kot so Ljubo Stipišić, Josip Veršić, Eduard Tudor, Silvije Bombardelli, Nikola Žličar, Duško Tambača, Loris Voltolini, Nikola Buble, Joško Ćaleta in drugi.
Vzporedno s petjem v klapi je Coce izpopolnjeval svoj glasbeni talent v glasbeni šoli Josipa Hatzeja v Splitu, pod mentorstvom Branke Ristić. To šolo je uspešno zaključil v poznih osemdesetih letih dvajsetega stoletja. Leta 1983 je bil sprejet kot glavni tenor v mešani pevski zbor narodnega gledališča v Splitu ter naslednjih pet let intenzivno pel celoviti zborovski repertoar. Največje priznanje v času sodelovanja z zborom si je pridobil, ko je bil del zbora Teatra Communale, kjer je v Musorgskijevi operi Boris Godunov sodeloval z Lucianom Pavarottijem, pod taktirko japonskega dirigenta Seidžija Ozave. Skozi ta čas je še vedno sodeloval s klapo Trogir, vse do leta 1992.
Po vojni leta 1991 je začel sodelovati z Nenadom Ninčevićem in Joškom Banovim, kar je pripomoglo k njegovemu prvemu estradnemu uspehu. Coce je leta 1993 posnel svoj prvi album Mirno spavaj, ružo moja, s katerega so nekatere pesmi postale hiti. Istega leta je osvojil tudi nagrado na Splitskem festivalu zabavne glasbe, s pesmijo Sićaš li se, Lungomare. Leta 1994 je nastopal na Dori s pesmijo Zlato moje. Pozneje je bil nominiran za nagrado porin, za pesem Kora kruha u vinu. Nagrado je tudi prejel, skupaj s klapo Trogir, z obrazložitvijo "za delo na področju gojenja in izboljševanja tradicionalnega dalmatinskega klapskega petja". Ti uspehi so mu prinesli prepoznavnost na državni ravni.

## Ponovno združenje klape Trogir
Leta 2002 se je klapa Trogir ponovno združila, da obeleži 40. obletnico delovanja, ob tej slovesnosti je izšla tudi monografija Povratak iskonu avtorja Stanka Geića. Klapa nadaljuje z izvajanjem glasbenih del "Narodnega zaklada" mesta Trogir.
Leta 2000 je Coce, zaradi svoje uspešne solistične kariere, postal tudi član Hrvaške glasbene zveze in pridobil status svobodnega umetnika.
Junija 2003 je bil v Trogirju organiziran samostojen Cocejev koncert z naslovom "Vinko i prijatelji", kjer so poleg njega sodelovali še Oliver Dragojević, klapa Trogir, klapa Tragos in, kot spremljava, skupina Delfini. Avgusta 2003 pa je Coce organiziral dogodek, kjer so se predstavili mladi, manj znani pevci tenoristi, z naslovom "Prvo međunarodno natjecanje mladih tenora". Medijsko pozornost in sponzorstvo pa je prispeval nekdanji hrvaški predsednik Stipe Mesić.

## Smrt
Umrl je 27. oktobra 2013, po večmesečni bitki s sladkorno boleznijo in povišanim krvnim tlakom. 
Na njegovemu pogrebu so nastopali člani klape Cambi in klape Trogir. Prišli pa so tudi številni njegovi glasbeni kolegi, kot so Gibonni, Dražen Zečić, Goran Karan, Mladen Grdović, Jole, Alen Nižetić, Doris Dragović, Tedi Spalato in drugi. 
Coce je bil tudi goreč in predan ljubitelj nogometnega kluba Hajduk. Njemu je posvetil številne pesmi, med drugim "Ljubav mog života" in "Kada umren umotan u bilo". Člani navijaške skupine Torcida so z navijaškim šalom "bilih" prekrili njegovo krsto in ga na zadnjo pot pospremili z baklami, ki so jih prižgali pod cipresami v ozadju pokopališča.